# Solidarity (Britse vakbond)
Solidarity is een Britse vakbond die in 2005 werd opgericht door de extreemrechtse politieke partij British National Party. Ze werd vernoemd naar de Poolse vakbond Solidarność en hanteert ook een afgeleid logo. De organisatie is gevestigd in Edinburgh, telt 193 leden (2019) en is niet aangesloten bij de vakbondsfederatie Trades Union Congress.